# Andrew County
Andrew County is een county in de Amerikaanse staat Missouri.
De county heeft een landoppervlakte van 1.127 km² en telt 16.492 inwoners (volkstelling 2000). De hoofdplaats is Savannah.

## Bevolkingsontwikkeling

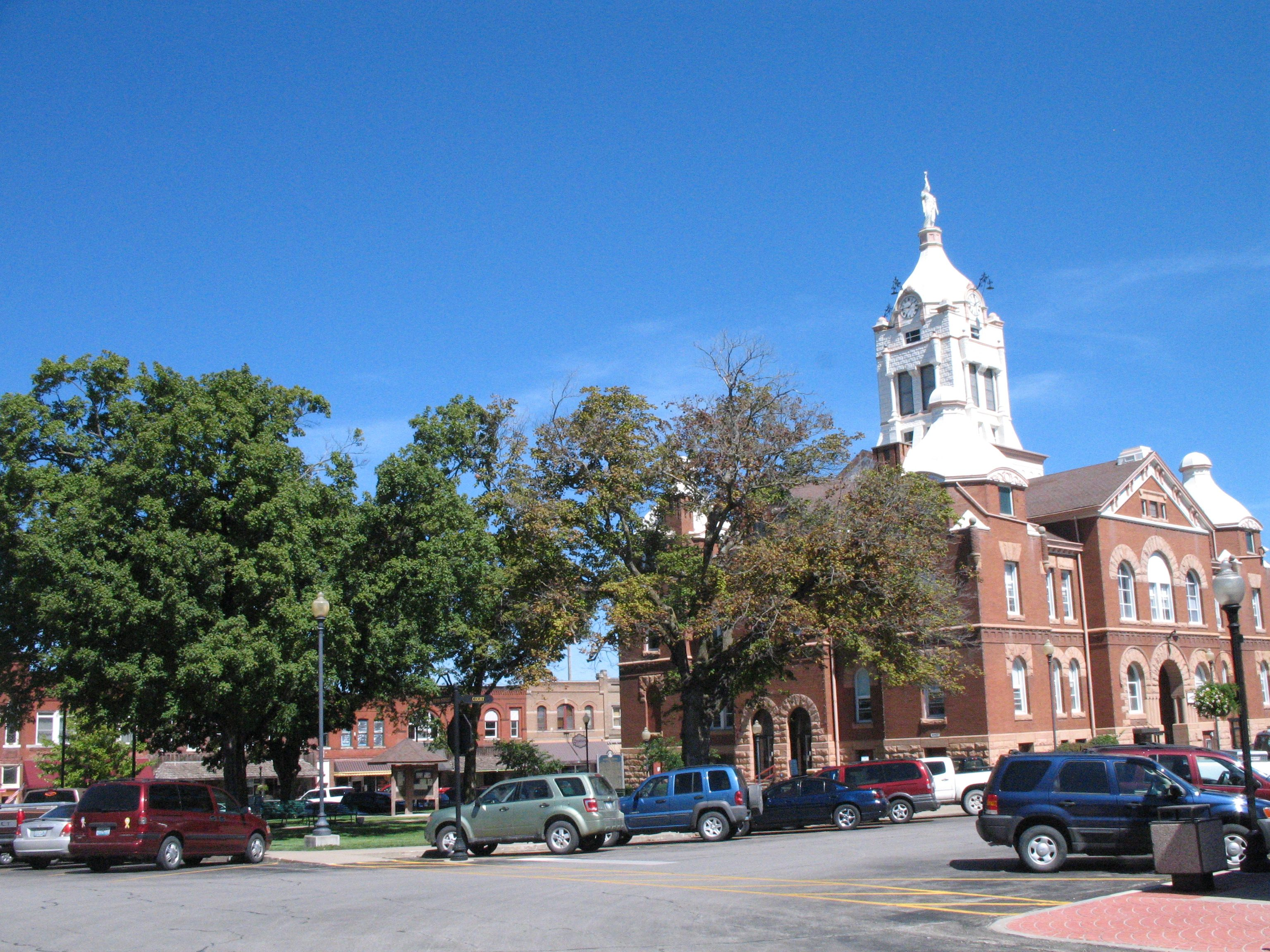
Andrew County Courthouse